# Svártiluoppal
Svártiluoppal, enligt tidigare ortografi Svartiluoppal, är en sjö i Gällivare kommun i Lappland och ingår i Luleälvens huvudavrinningsområde. Sjön har en area på 0,643 kvadratkilometer och ligger 539 meter över havet. Sjön genomflyts av vattendraget Svártijåhkå som samtidigt är det största tillflödet.

## Delavrinningsområde
Svártiluoppal ingår i det delavrinningsområde (753626-154834) som SMHI kallar för Utloppet av Svartiluoppal. Medelhöjden är 667 meter över havet och ytan är 9,41 kvadratkilometer. Räknas de 9 avrinningsområdena uppströms in blir den ackumulerade arean 125,77 kvadratkilometer. Svártijåhkå som avvattnar avrinningsområdet har biflödesordning 3, vilket innebär att vattnet flödar genom totalt 3 vattendrag (Sårgåjåhkå, Stora Luleälven, Luleälven) innan det når havet efter 393 kilometer. Avrinningsområdet består mestadels av kalfjäll (92 procent). Avrinningsområdet har 0,73 kvadratkilometer vattenytor vilket ger det en sjöprocent på 7,8 procent.